# Willi Köstinger
Wilhelm „Willi“ Köstinger (* 14. Dezember 1940 in Innsbruck; † 7. Januar 2014 in Seefeld in Tirol) war ein österreichischer Skisportler aus Dorfgastein, der in der Nordischen Kombination, im Skilanglauf und im Skispringen aktiv war.

## Werdegang
Sein internationales Debüt gab der Kombinierer Köstinger, dessen stärkere Seite immer schon der Sprunglauf war, bei der Vierschanzentournee 1959/60. Dabei bestritt er als Junior beide Springen in Österreich. Nach Rang 34 in Innsbruck und Platz 20 in Bischofshofen belegte er in der Gesamtwertung Rang 41. Bei der Vierschanzentournee 1960/61 konnte er seine Leistungen nicht steigern, startete jedoch erstmals bei allen vier Springen. Am Ende stand er auf dem 30. Platz der Tournee-Gesamtwertung. Seine beste Tournee bestritt er 1961/62. Zwar kam er erneut bei keinem Springen unter die Top 20, erreichte aber in der Gesamtwertung mit Platz 21 das beste Gesamtresultat seiner Karriere. Bei seinen letzten Tourneen 1964/65 und 1965/66 startete Köstinger jeweils nur noch bei einem Springen und beendete die Tourneen auf den Plätzen 74 und 95 in den Gesamtwertungen.
Bei der Nordischen Skiweltmeisterschaft 1962 in Zakopane erreichte er in seiner Spezialdisziplin, der Nordischen Kombination, den sechsten Rang.
Bei den Olympischen Winterspielen 1964 in Innsbruck erreichte er den zehnten Gesamtrang. Nach dem Springen, dessen Ergebnis durch die Windverhältnisse stark beeinflusst war, lag er überraschend nur auf dem fünften Rang. Im Skilanglauf platzierte er sich auf dem für ihn guten 18. Rang, eine bessere Gesamtplatzierung war aufgrund des Sprungergebnisses nicht möglich. Trotzdem wurde er mit diesem Resultat bester nordischer Teilnehmer Österreichs an diesen Spielen.
Bei der Nordischen Skiweltmeisterschaft 1966 verletzte er sich bei einem Sturz und musste daraufhin seine kurze Karriere beenden. In all den Jahren seiner sportlichen Tätigkeiten arbeitete Köstinger hauptberuflich als Installateur im elterlichen Betrieb in Dorfgastein.
Bei den Olympischen Winterspielen 1976 in seiner Geburtsstadt Innsbruck war er als Funktionär tätig und sprach bei der Eröffnungsfeier den olympischen Eid der Funktionäre.
Nach seiner Karriere arbeitete er wieder bei seinen Eltern in Dorfgastein, die inzwischen einen Gastbetrieb führten. Anfang der 1970er Jahre zog Köstinger mit seiner Familie nach Seefeld in Tirol, den Heimatort seiner Frau, die er 1964 bei den Olympischen Spielen kennen gelernt hatte. Dort führte er gemeinsam mit seiner Frau bis zuletzt das Hotel Charlotte in dem auch immer wieder einstige Konkurrenten aus Skandinavien und österreichische Skigrößen aus dem alpinen und nordischen Bereich zu Gast waren.
Köstinger stammte aus einer sportbegeisterten Familie aus dem salzburgischem Gasteinertal. In Innsbruck kam er zur Welt, weil sein Vater während des Krieges dorthin als Kriminalangestellter dienstzugeteilt war. Sein Vater Willi sen. war ebenso ein erfolgreicher nordische Skisportler und Teilnehmer der Olympischen Winterspiele 1936. Köstinger hatte drei Brüder, Manfred war in seiner Jugend sowohl im nordischen als auch alpinen Bereich tätig, spezialisierte sich schließlich auf letzteren, wurde Studentenweltmeister in der Abfahrt und schaffte es in den Alpinkader des Österreichischen Skiverbandes.

## Erfolge

### Vierschanzentournee-Platzierungen
| Saison  | Platz | Punkte |
| ------- | ----- | ------ |
| 1959/60 | 41.   | 365,5  |
| 1960/61 | 30.   | 758,4  |
| 1961/62 | 21.   | 796,0  |
| 1962/63 | 62.   | 333,0  |
| 1963/64 | 83.   | 343,5  |
| 1964/65 | 74.   | 161,3  |
| 1965/66 | 95.   | 158,4  |

### Nationale Meisterschaften
- Saalfelden 1960: 1. Nordische Kombination Jugend
- Lienz 1961: 1. Nordische Kombination, 3. 15-km-Speziallanglauf, 4. Spezialsprunglauf
- Bad Goisern 1962: 1. Nordische Kombination
- Murau 1963: 1. Nordische Kombination
- 1964 in Feldkirchen in Kärnten wegen Verletzung nicht angetreten[4]
- Breitenwang 1965: 2. Nordische Kombination
- Villach 1966: 1. Nordische Kombination